# Georgsdorf
Georgsdorf község Németországban, Alsó-Szászországban, Bentheim-Grafschaft járásban. Lakosainak száma 1232 fő (2023. december 31.).